# جيف-دينيس فير
جيف-دينيس فير (بالألمانية: Jeff-Denis Fehr)‏ هو لاعب كرة قدم ألماني في مركز الوسط، ولد في 8 سبتمبر 1994 في شتولبرغ في ألمانيا. لعب مع SG Sonnenhof Großaspach ‏.

## وصلات خارجية
- جيف-دينيس فير على موقع قاعدة بيانات كرة القدم.إي يو (الإنجليزية)
- جيف-دينيس فير على موقع بيانات كرة القدم. دي إي (الألمانية)
- جيف-دينيس فير على موقع Soccerway.com (الإنجليزية)
- جيف-دينيس فير على موقع عالم كرة القدم.نت (الإنجليزية)